# Investor relations
Investor relations (IR) is het onderhouden van relaties met en het communiceren met potentiële en huidige investeerders  van een onderneming. Deze functie wordt met name uitgevoerd bij bedrijven die beursgenoteerd zijn. IR kan gezien worden als een combinatie van finance en communicatie.
Centraal in de doelstelling van de afdeling IR is het maximaliseren van de koersen van de effecten (aandelen, obligaties) van de onderneming op de lange termijn. Hiervoor is het noodzakelijk dat beleggers vertrouwen hebben in de onderneming en het management. De afdeling IR houdt zich dus vooral bezig met het verhogen van het vertrouwen in de onderneming.

## Typen Investor Relations

### Beursgenoteerde IR
Dit is het meest voorkomende en meest prominente type IR. Hierbij gaat het over de communicatie met beleggers in beursgenoteerde aandelen.
Beleggers in aandelen zijn vooral geïnteresseerd in dividend. Zij proberen in te schatten in hoeverre de onderneming in de toekomst dividend kan blijven betalen. Dit is vooral afhankelijk van de toekomstige kasstroom en strategie van de onderneming.

### Debt IR
Debt IR is het type IR dat zich bezighoudt met het communiceren met beleggers in schuld. Het belangrijkste voorbeeld hiervan zijn beursgenoteerde obligaties.
Beleggers in schuld zijn vooral geïnteresseerd of de onderneming in de toekomst in staat zal zijn om de rente en aflossing op de schuld te betalen. Met andere woorden, of de onderneming zal overleven. Hiervoor maken zij vaak gebruik van de diensten van een kredietbeoordelaar.

### Niet-beursgenoteerde IR
Dit type IR gaat over communicatie met niet beursgenoteerde effecten.

#### Scheepvaart
Doordat investeren in de scheepvaart in Nederland (en daarbuiten) fiscaal gesubsidieerd wordt betaalt de investeerder vrijwel geen belasting over zijn investering. De meeste grote schepen in Nederland zijn gefinancierd met een Scheepvaart-CV. De beleggers in deze Commanditaire Vennootschap zijn "stille vennoten", waardoor hun maximale risico hun inleg is. De rederij erachter is meestal de "beherend vennoot" die wel veel risico loopt. 
Van 2009 tot en met 2011 is een groot aantal nieuwe schepen ook gefinancierd middels een Maatschapconstructie die gebruikmaakt van de Regeling Willekeurige Afschrijving. Beleggers zijn tijdens de bouw van het schip maat in een Maatschap. Als het schip gaat varen worden zij ingebracht in een NV, waardoor hun risico beperkt wordt tot hun inleg. Tijdens de bouw wordt het schip fiscaal afgeschreven tot 15% van de koopprijs. Hierdoor ontstaat een enorm verlies die de Maat kan aftrekken van zijn inkomen in Box 1. Meestal krijgt de belegger meer terug van de Belastingdienst dan hij ingelegd heeft.

#### Vastgoed
Ook in de vastgoedwereld wordt gebruikgemaakt van CV's.

## Diensten / Producten
De afdeling Investor Relations van een onderneming levert meestal meerdere diensten, waaronder:

### Financiëlepersberichten
De financiële persberichten van een onderneming worden vaak opgesteld en gepubliceerd door de afdeling IR. Dit kan bijvoorbeeld gaan over een overname, een winstwaarschuwing, of nieuws over de leningen van een onderneming. Tegenwoordig kunnen financiële persberichten ook elektronisch verzonden worden. Professionele beleggers kunnen het bericht dan vrijwel onmiddellijk lezen op hun elektronische informatie systeem (zoals Bloomberg of Reuters). Particuliere beleggers kunnen zich op de website van de onderneming meestal abonneren op persberichten van de onderneming. Meestal krijgen zij dan een e-mail dat er een nieuw bericht klaar staat op de website.
Een beursgenoteerde onderneming dient alle informatie die mogelijk de koers kan beïnvloeden te publiceren middels een persbericht.

### Jaarverslag
Het jaarverslag dat naar investeerders gaat is meestal uitgebreider dan een normaal jaarverslag. De afdeling IR houdt zich meestal maar bezig met een klein deel van het jaarverslag, het directieverslag. Overige input voor het jaarverslag komt meestal van de financiële afdeling, de afdeling communicatie en / of de compliance afdeling.

### Kwartaalbericht
Ondernemingen met externe investeerders publiceren meestal een halfjaarverslag. Het kwartaalverslag van het eerste kwartaal en het derde kwartaal is meestal een stuk minder uitgebreid.

### Corporatewebsite
Bij ondernemingen met externe investeerders houdt de afdeling IR zich bezig met meerdere onderdelen van de (corporate) website:
- Investor Relations: deze pagina wordt volledig onderhouden door IR. Hierop staan bijvoorbeeld de jaarverslagen, kwartaalberichten, of contactinformatie.
- Media: deze pagina wordt deels onderhouden door de afdeling IR en deels door de afdeling Communicatie. Hierop staan bijvoorbeeld persberichten, een kalender, of foto's.
- Corporate governance: ook deze pagina wordt deels onderhouden door de afdeling IR. Hierop staat meestal informatie over de structuur van de onderneming, de manier waarop beslissingen genomen worden of hoe omgegaan wordt met klokkenluiders.
- MVO: de afdeling IR heeft hier soms ook een rol in. Hier wordt bijvoorbeeld besproken hoe het bedrijf omgaat met leveranciers, personeel, klanten of het milieu.
- Over: soms heeft de afdeling IR ook een rol bij de pagina "Over" (bijvoorbeeld "Over bedrijf X"). Hier wordt bijvoorbeeld de geschiedenis van het bedrijf, de doelstellingen of wie er in de directie zit besproken.

### Contacten met (potentiële) investeerders
Vooral bij beursgenoteerde bedrijven neemt het contact met potentiële investeerders een groot deel van de tijd van IR in beslag. Hierbij richten zij zich vooral op grote beleggers. Kleine beleggers zoals particulieren spelen meestal geen rol van betekenis. Zij gaan bijvoorbeeld op road shows waarbij zij de investeringsmogelijkheden presenteren. Het contact met bestaande investeerders neemt meestal minder tijd in beslag.
- De bestaande investeerders zijn vooral geïnteresseerd in de winst- en verliesrekening, de balans en het kasstroomoverzicht. Met deze en aanvullende informatie proberen sommige professionele / institutionele beleggers hun NCW-model te vullen. Met dit model maken zij een waardering van het aandeel, en beoordelen zo of het aandeel koopwaardig is.
- Vergadering van Aandeelhouders

Kleinere investeerders worden vooral geïnformeerd via de Vergadering van Aandeelhouders en de website. Direct contact tussen kleine investeerders en de afdeling IR wordt normaliter ontmoedigd omdat daar weinig voordelen aan zitten voor de onderneming.

### Strategie
Bij sommige ondernemingen heeft de afdeling Investor Relations een rol in het formuleren van de strategie van de onderneming.

## Bekende IR verhalen

### Ahold-schandaal
Begin 2003 moest het beursgenoteerde Ahold bekendmaken dat de winst over 2001 en 2002 te hoog was gerapporteerd. Volgend op dit nieuws daalde het aandeel Ahold substantieel en kregen de toenmalige CEO en CFO een (voorwaardelijke) celstraf.

### Enron-schandaal
Eind 2001 kondigde het in de VS beursgenoteerde Enron aan dat het de jaarcijfers van 1997 tot 2000 moest herzien. Uiteindelijk ging het bedrijf eind van hetzelfde jaar failliet. De belangrijkste spelers in het schandaal zijn veroordeeld voor lange gevangenisstraffen.